# Victor Zeppenfeld

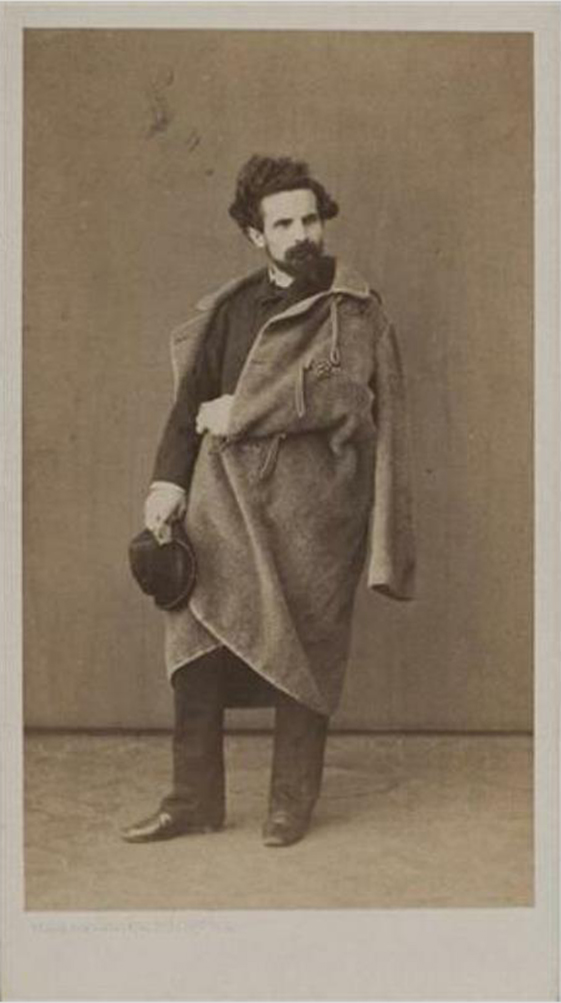
Victor Zeppenfeld, Fotografie G. & A. Overbeck, um 1865

Victor Zeppenfeld (* 14. Februar 1834 in Greiz, Fürstentum Reuß; † nach 1883, vermutlich in Flensburg) war ein deutscher Genremaler der Düsseldorfer Schule.

## Leben
Zeppenfeld wurde als Sohn eines Kupferschmieds in Greiz geboren. Seine Karriere begann mit einer Ausbildung beim Maler Martin Gensler in Hamburg. Im Mai 1853 trat er als 19-Jähriger in die Münchener Kunstakademie ein, die er nach sechs Monaten verließ. Dann ging er nach Düsseldorf, wo er als Privatschüler im Atelier des Genremalers Rudolf Jordan arbeitete. Von Düsseldorf aus unternahm Zeppenfeld eine Reihe von Studienreisen nach Orten in Deutschland, in der Schweiz und in Oberitalien. Zwischen 1875 und 1883 lebte er in Flensburg und Glücksburg. Zeppenfeld war Mitglied im Hamburger Künstlerverein von 1832.

## Werk (Auswahl)
- Morgen vor dem Schützenfest
- Des Gewürzkrämers Laden
- Vor dem Postschalter
- Der Mausefallenhändler
- Eselspaar am Futtertrog, 1863
- Der gestürzte Seiltänzer, 1864
- Ein Kunstfreund

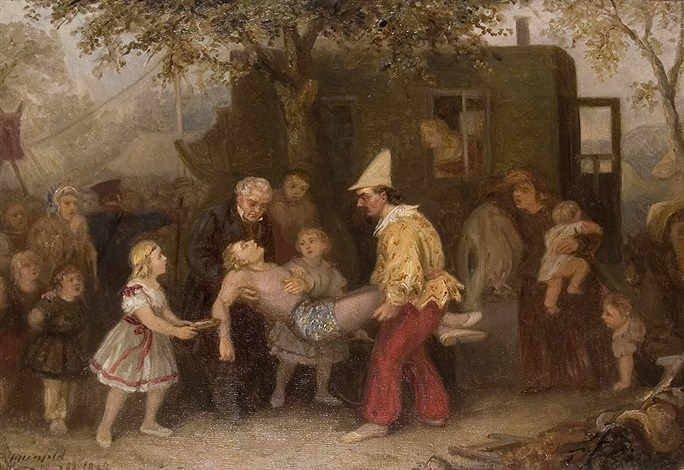
Der gestürzte Seiltänzer, 1864

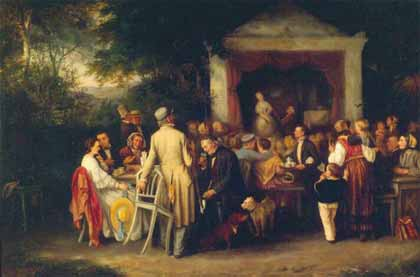
Sommertheater im Gasthausgarten, 1866

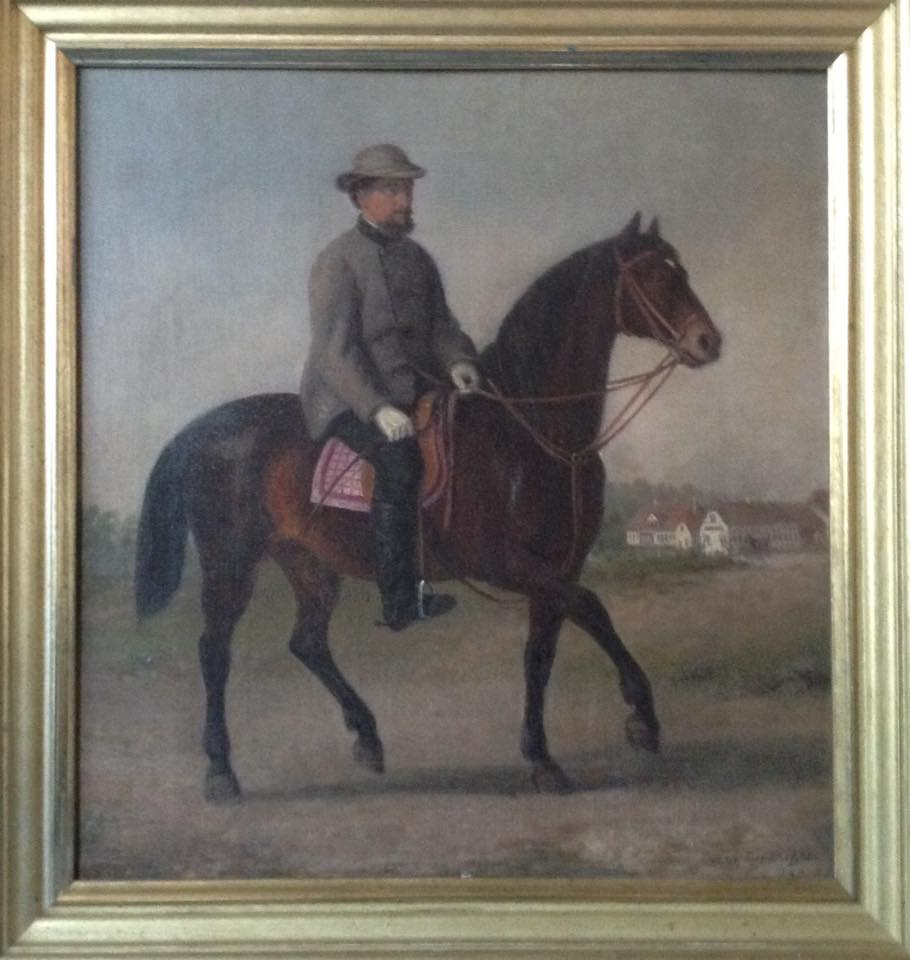
Reiterbildnis, 1870

- Sommertheater im Gasthausgarten, 1866, Theaterwissenschaftliche Sammlung Universität zu Köln, Schloss Wahn
- Reiterbildnis, 1870
- Das Vogelnest, 1870
- Genesung, 1874
- Der gefangene Sohn, 1875
- Kaulbachs Ankunft im Olymp, auch als fotografische Reproduktion verbreitet
- Italienische Obstverkäuferin, 1882
- Straßenpartie mit Mann, Kindern und Hunden, 1883

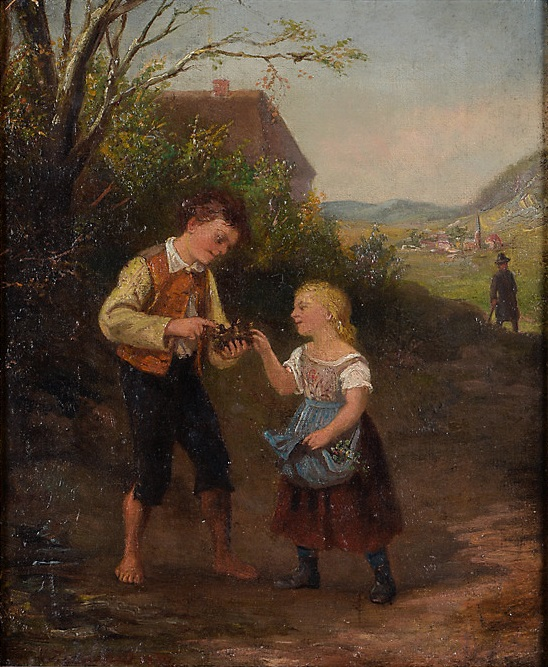
Das Vogelnest, 1870
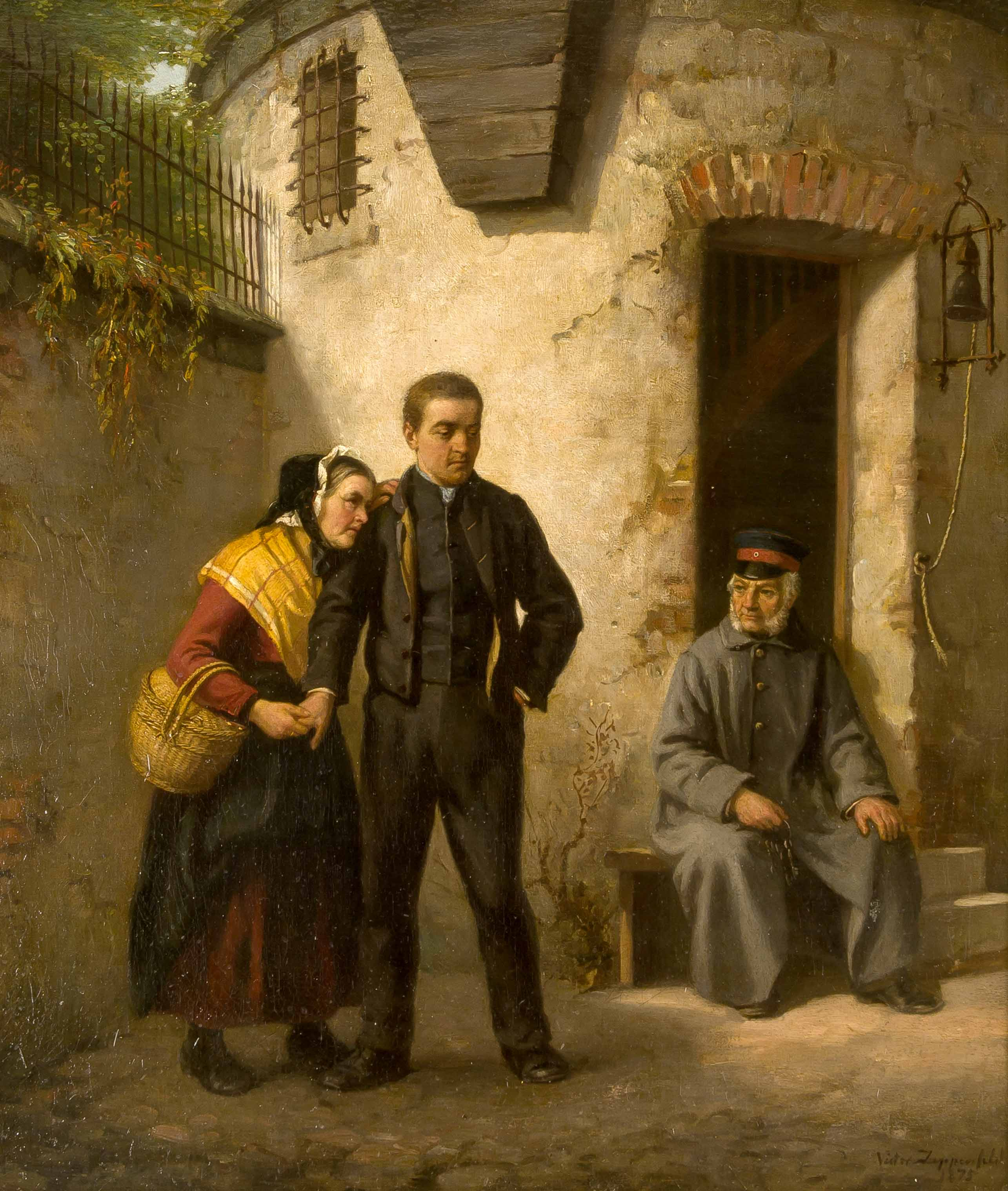
Der gefangene Sohn, 1875
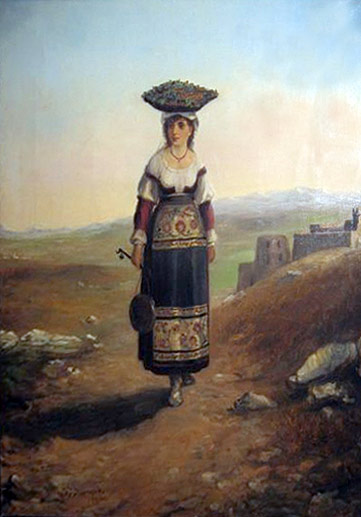
Italienische Obstverkäuferin, 1882